# Архипелажные воды
Архипелажные воды — воды, разделяющие и окружающие группы островов, составляющие единое географическое и политическое целое и подпадающие под суверенитет какого-либо одного островного государства. Суверенитет государств-архипелагов распространяется на омывающие их территории воды, воздушное пространство над ними, их дно и недра, а также весь комплекс имеющихся там живых и неживых природных ресурсов (ст. 49 Конвенции ООН по морскому праву). Примером государства-архипелага является Индонезия.
Территориальное море, прилежащая зона и исключительная экономическая зона архипелажного (островного) государства отсчитываются от архипелажных исходных линий, проводимых от наиболее выступающих в море крайних точек внешних островов архипелага. При этом Конвенция по морскому праву предусматривает, что длина архипелажных прямых исходных линий не должна превышать 100 морских миль (до 3 % их общего числа — 125 морских миль) и в пределы таких исходных линий должны включаться главные острова архипелага, причём соотношение площадей водной поверхности и суши должно составлять от 1:1 до 9:1 (ст.47 Конвенции).
Суда всех государств пользуются правом мирного прохода через архипелажные воды, аналогичным праву мирного прохода через территориальное море и, кроме того, правом архипелажного прохода через устанавливаемые для этой цели государством-архипелагом в архипелажных водах морские коридоры. Летательные аппараты всех государств пользуются правом пролёта по воздушным коридорам, устанавливаемым над такими морскими коридорами.
Архипелажный проход представляет собой «осуществление…права нормального судоходства и пролёта с целью непрерывного, быстрого и беспрепятственного транзита из одной части открытого моря или исключительной экономической зоны в другую часть открытого моря или исключительной экономической зоны» (ст.53 Конвенции). Обязанности судов и летательных аппаратов при архипелажном проходе аналогичны обязанностям судов и летательных аппаратов при транзитном проходе через проливы, используемые для международного судоходства.
Если государство-архипелаг не устанавливает архипелажных коридоров, право архипелажного прохода осуществляется по путям, обычно используемым для международного судоходства (п.12 ст.53 Конвенции).